# جغرافيا إسكتلندا
تتنوع جغرافية اسكتلندا من الأراضي الريفية المنخفضة إلى المرتفعات غير الملوثة، ومن المدن الكبيرة إلى الجزر ذات الكثافة السكانية المنخفضة. تقع اسكتلندا في شمال أوروبا، وتضم الثلث الشمالي من جزيرة بريطانيا العظمى، فضلًا عن 790 جزيرة محيطة تشمل الأرخبيلات الرئيسية لجزر شتلاند، وجزر أوركني، والهبريدس الداخلية والخارجية.
تمتلك اسكتلندا حدودًا برية وحيدة مع إنجلترا، التي تمتد 60 ميلًا (97 كيلومترًا) باتجاه الشمال الشرقي من لسان سولواي البحري في الغرب إلى بحر الشمال على الساحل الشرقي. تقع جزيرة أيرلندا، التي تفصلها القناة الشمالية، على بعد 21 كيلومتر (13 ميل) من مول أوف كينتاير على البر الرئيسي الإسكتلندي. تقع النرويج على بعد 190 ميل (310 كيلومتر) شمال شرق اسكتلندا عبر بحر الشمال. يؤثر المحيط الأطلسي، الذي يمتد على خط الساحل الغربي والشمالي الإسكتلندي وجزره، على المناخ المعتدل البحري للبلد.
تضم اسكتلندا معظم التضاريس الجبلية في المملكة المتحدة. تتميز طوبوغرافية اسكتلندا بفالق حدود المرتفعات، وهو كسر صخري جيولوجي، يعبر البر الرئيسي الإسكتلندي من هيلنسبورغ إلى ستونهافين. يفصل خط الفالق بين منطقتين فيزوغرافيتين مختلفتين، وهما المرتفعات الواقعة إلى الشمال والغرب والأراضي المنخفضة الواقعة إلى الجنوب والشرق. تحتوي منطقة المرتفعات الأكثر وعورة على غالبية التضاريس الجبلية باسكتلندا متضمنة أعلى قمة، بن نيفيس.
تؤوي المناطق المنخفضة، في الجزء الجنوبي من اسكتلندا، معظم السكان؛ لكونها مسطحة، لا سيما المناطق المخصرة الضيقة بين خور كلايد وخور فورث المعروفة بالحزام المركزي. تعد غلاسكو أكبر مدينة في اسكتلندا، بالرغم من أن إدنبرة هي العاصمة والمركز السياسي للبلاد. في حين أن الأراضي المنخفضة أقل ارتفاعًا، فإن التضاريس المرتفعة والجبلية تقع عبر المرتفعات الجنوبية.
ساهمت وفرة الموارد الطبيعية مثل الفحم والحديد والزنك بشكل كبير في النمو الصناعي لاسكتلندا خلال القرن التاسع عشر وأوائل القرن العشرين. اليوم، تشكل الطاقة عنصرًا رئيسيًا في اقتصاد اسكتلندا. رغم أن اسكتلندا هي أكبر منتج للنفط في الاتحاد الأوروبي، فإن إمكانات إنتاج الطاقة المتجددة برزت كقضية اقتصادية وبيئية هامة في السنوات الأخيرة.

## الجيولوجيا والمورفولوجيا
تبلغ مساحة أراضي اسكتلندا 30,981 ميلًا مربعًا (80,240 كيلومترًا مربعًا)، أي 32% من مساحة المملكة المتحدة. يحتوي البر الرئيسي باسكتلندا على 6160 ميل (9910 كيلومتر) من الساحل.
تشكلت مورفولوجية اسكتلندا (شكل أرضها) بفعل الصفائح التكتونية، وما تلاه من التعرية الناشئة من الجليد. يعد فالق حدود المرتفعات الانشقاق الرئيسي لاسكتلندا، الذي يفصل الأرض إلى «أرض مرتفعة» إلى الشمال والغرب، و«أرض منخفضة» إلى الجنوب والشرق. تعد المرتفعات الاسكتلندية جبلية إلى حد كبير، وتشكل أعلى مرتفع في المملكة المتحدة: يقسمهم غريت غلين إلى جبال غرامبيان إلى الجنوب الشرقي والمرتفعات الشمالية الغربية. يمكن تقسيم الأراضي المنخفضة الاسكتلندية إلى المرتفعات الجنوبية، والأراضي الزراعية المتجددة وأراضي السبخ المرتفعة، والأراضي المنخفضة في الحزام المركزي وشرق اسكتلندا.
تمتلك اسكتلندا تنوع جيولوجي فريد لمنطقة في حجمها.
أقدم صخور اسكتلندا هي صخور نايس اللويسية (مجمع لويسي)، التي تشكلت في فترة ما قبل الكامبري، قبل 3 مليارات سنة مضت. تعد من أقدم الصخور في العالم. خلال فترة ما قبل الكامبري، وُضعت أيضًا أحجار توريدون الرملية ومووان. تكونت ترسبات أخرى خلال فترة الكامبري، وتحول بعضها إلى سلسلة دالرادية. كانت المنطقة التي ستصبح اسكتلندا في هذا الوقت قريبة من القطب الجنوبي.
خلال العصر السيلوري (قبل 439-409 مليون سنة)، كانت المنطقة التي أصبحت اسكتلندا جزءًا من قارة لورنشيا. عبر المحيط الإبيتوس إلى الجنوب، كانت قارة بلطيقيا. اصطدمت القارتين تدريجيًا، لتضم اسكتلندا إلى المنطقة التي ستصبح إنجلترا وأوروبا. يُعرف هذا الحدث بتجبل أو حركة كاليدوني، ويشير فالق حدود المرتفعات إلى هذا الربط بين القارات. شكلت الصخور السيلورية المرتفعات الجنوبية لاسكتلندا، والتي دُفعت من قاع البحر خلال التصادم. دُفعت المرتفعات أيضًا نتيجة لهذا التصادم، وربما كانت مرتفعة كارتفاع جبال الألب الحديثة في هذا الوقت. وُضعت الأحجار الرملية الحمراء القديمة في المناطق المنخفضة خلال هذه الفترة. حدث النشاط البركاني في جميع أنحاء اسكتلندا نتيجة اصطدام الصفائح التكتونية بالبراكين في جنوب اسكتلندا، والحجرة الصهارية في الشمال، والتي تشكل اليوم جبال الجرانيت مثل كيرنغورمز.
أثناء العصر الفحمي (قبل 363-290 مليون سنة)، كانت اسكتلندا على مقربة من خط الاستواء. حدثت عدة تغييرات في مستوى سطح البحر خلال هذه الفترة. تؤرخ ترسبات الفحم في أناركشاير، والمزيد من الترسبات الرسوبية، الوقت الحالي. شكل المزيد من النشاط البركاني تل آرثر سيت في إدنبرة، من بين تلال أخرى. بحلول العصر الثلاثي، كانت اسكتلندا صحراء، ومنشأ محاصيل الأحجار الرملية في الجنوب الغربي. رغم أن رواسب ضخمة من الصخور الطباشيرية كانت سترسو في اسكتلندا، لكنها لم تنجو من التعرية، كما حدث مع طباشير إنجلترا.
بحلول العصر الثالث، عادت الصفائح التكتونية للتحرك من جديد، لتنفصل إلى أميركا الشمالية وأوروبا في العصر الحديث مع إنشاء المحيط الأطلسي. وقع الانقسام في غرب إسكتلندا تاركًا سلسلة من المواقع البركانية السابقة عبر الهبرديس، بما في ذلك جزيرة سكاي وسانت كيلدا. كانت هذه آخر فترة من تكوين الصخور في اسكتلندا.

## الجغرافيا الاقتصادية
يقدر الناتج المحلي الإجمالي لاسكتلندا في عام 2006 بمقدار 124 مليار جنيه إسترليني، ما نتج عنه بلوغ نصيب الفرد من الناتج المحلي الإجمالي نحو 24,000 جنيه إسترليني. تشمل الصناعات الرئيسية الخدمات المصرفية والمالية، والصلب، ومعدات النقل، والنفط والغاز، والويسكي، والسياحة.